# Bazilika Aemilia

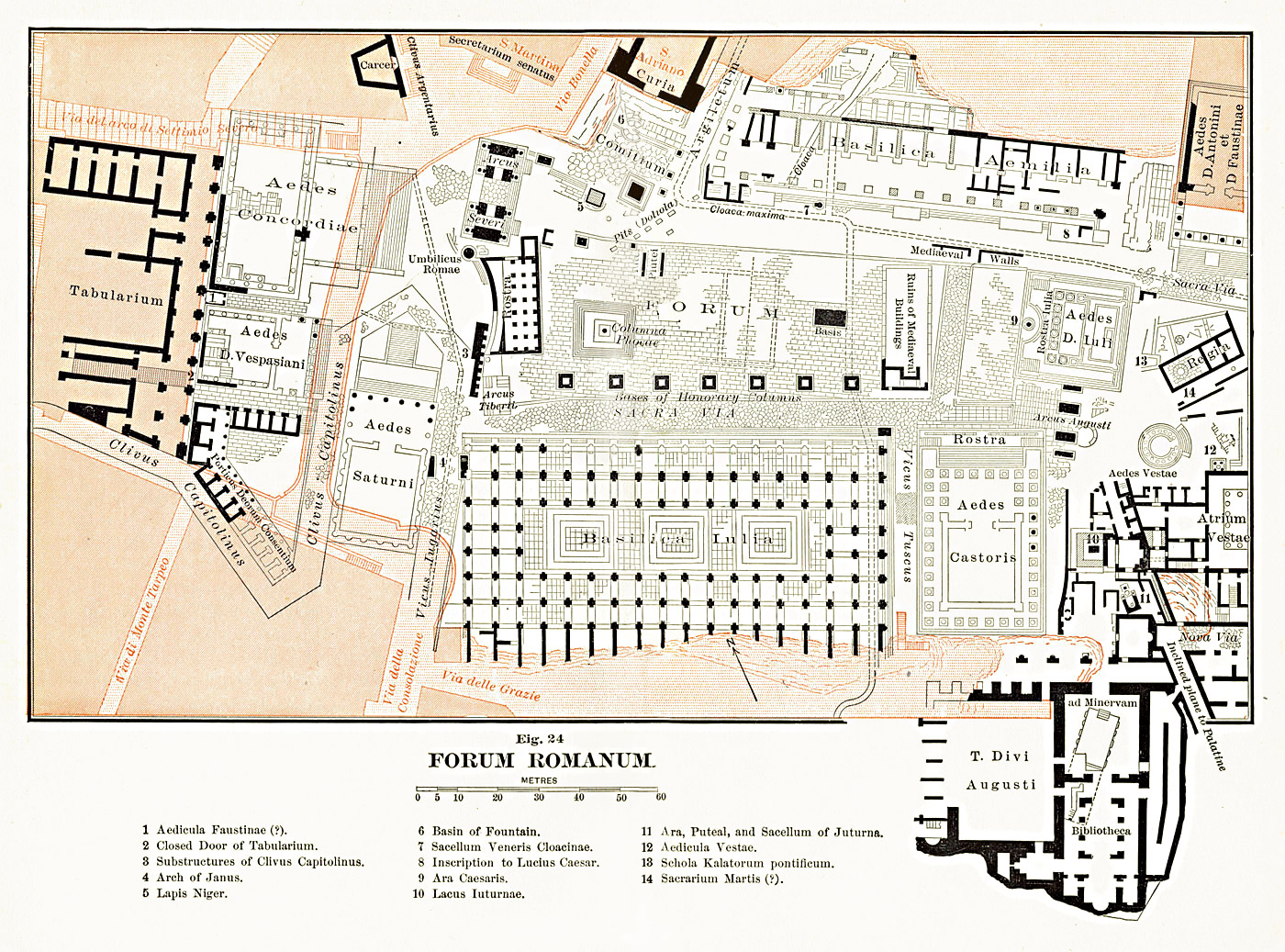
Poloha baziliky (na mapce zcela nahoře)

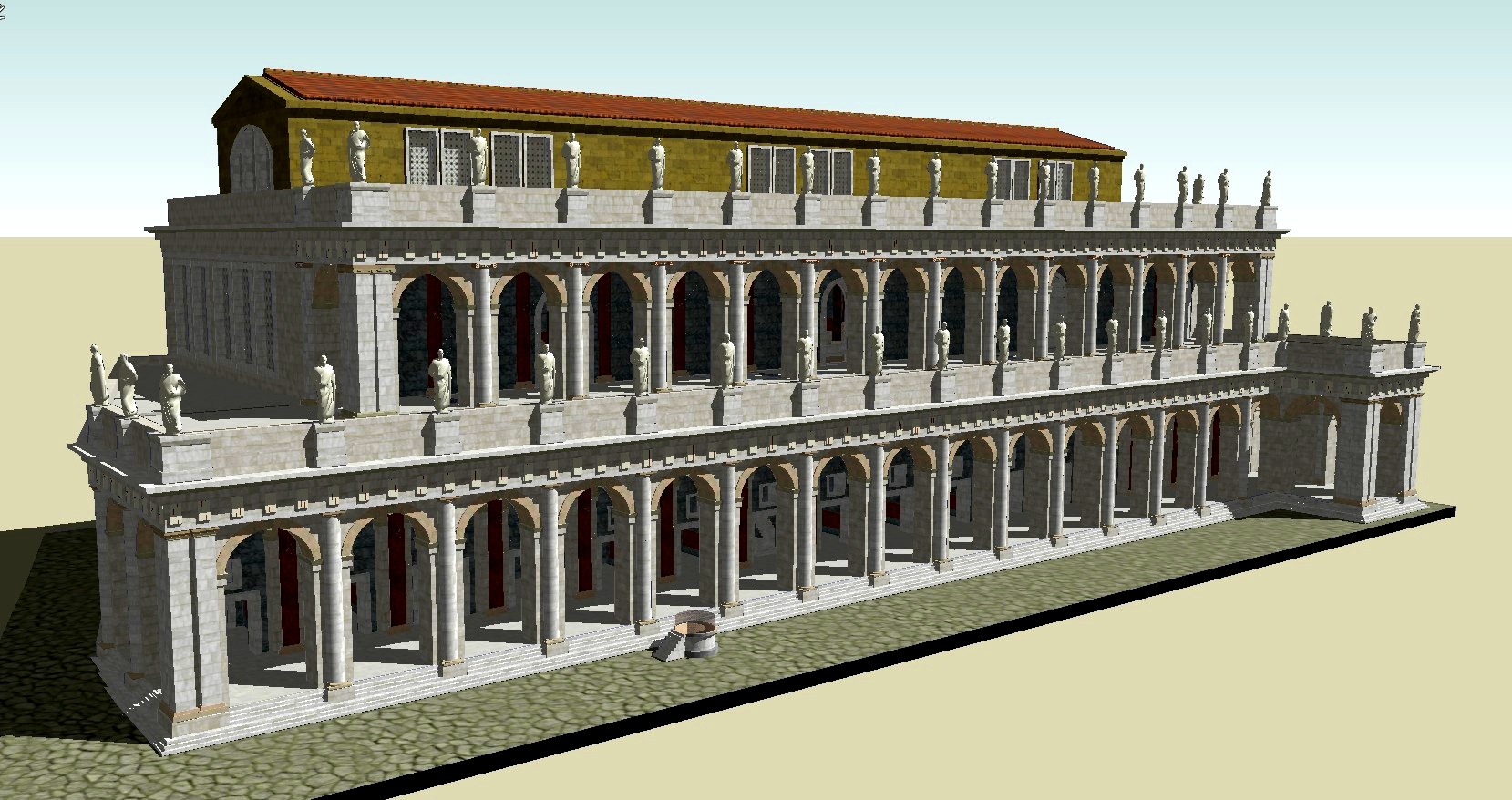
3D rekonstrukce baziliky

Bazilika Aemilia (italsky: Basilica Emilia) byla stavba v severní části římského Fora Romana. Nacházela se mezi budovou římského senátu Curia Hostilia a chrámem Antonina a Faustiny. Severní zeď baziliky sousedila s fórem Nervy a naproti jižní zdi, směrem do Fora Romana, byl vystavěn Caesarův chrám.

## Historie
Bazilika byla postavena na místě, kde se již od 5. století př. n. l. scházeli obchodníci a římští bankéři. V roce 179 př. n. l. vydal censor a konzul Marcus Fulvius Nobilior pokyn k vybudování nové baziliky, která se měla stát centrem římského obchodu. Konzul Fulvius Nobilior pojmenoval nově vzniklou budovu po svém rodu Basilica Fulvia. Po jeho smrti dokončil stavbu Nobiliorův kolega konzul Marcus Aemilius Lepidus, první známý příslušník významné rodiny Lepidus ze starého římského rodu Aemilius. Během dalších generací této rodiny byla bazilika několikrát přestavěna, a proto získala budova nové jméno Basilica Fulvia - Aemilia. V roce 78 př. n. l. vyzdobil konzul Marcus Aemilius Lepidus exteriér dvoupatrové stavby rytinami s portréty jeho předků, což je patrné na mincích z roku 61 př. n. l. V roce 55 př. n. l. aedil Lucius Aemilius Lepidus Paullus nechal provést nákladnou rekonstrukci baziliky za peníze, které mu poslal Julius Caesar z Galie. Přestavba a mnohé dekorativní úpravy trvaly až do roku 34 př. n. l., kdy budovu slavnostně otevřel Paullův syn Paullus Aemilius Lepidus. Zajímavé je, že po této restauraci se v některých dílech římských historiků bazilika objevila pod názvem Basilica Paulli.
V roce 14 př. n. l. zachvátil budovu velký požár. Podle tradice byla stavba zrekonstruovaná jménem rodiny Aemilius, avšak zde se tradice neshoduje s historickými prameny, které uvádějí jako skutečného restaurátora císaře Augusta. Při této příležitosti byly opraveny také obchody směrem na Forum a honosný portikus byl úplně přestavěn. Později byl portikus pojmenován podle Augustových vnuků Gaia a Lucia porticus Gai et Luci.
K dvoustému výročí založení baziliky byla v roce 22 budova znovu zrekonstruovaná, avšak práce nebyly již tak rozsáhlé jako během předcházejících oprav. Poté označil Plinius starší baziliku jako jednu z nejkrásnějších staveb v Římě.
K dalšímu požáru došlo roku 238 n. l. a po tomto požáru byla nutná další rekonstrukce. Ke konečnému zničení došlo roku 410 při velkém vyplenění Říma Alarichem I.

## Architektura
Dvoupatrová bazilika se skládala z hlavní haly, která byla rozdělena řadou sloupů z afrického mramoru na hlavní loď a dvě boční lodě. Korintské sloupy měly průměr 0,85 a 0,55 metrů, patu a hlavici měly vyrobenou z bílého mramoru a spojeny byly jemně tesaným kladím. Na severní straně baziliky se nacházela ještě druhá řada sloupů, která by mohla boční loď ještě rozdělovat, avšak sloupoví a zeď jsou od sebe vzdáleny pouze 1,2 metrů, a proto se tento prostor za další loď nepovažuje.
Hlavní loď byla přibližně 100 metrů dlouhá a přibližně 30 metrů široká. Podlaha byla vyrobená z desek různě barevného mramoru. Velký prostor baziliky byl prosvětlen částečně proskleným střešním nástavcem.
Na každém konci baziliky byla umístěna schodiště, která vedla do prostor druhého patra. Zde byla vystavěna arkáda, jejíž struktura přesně kopírovala arkádu s šestnácti oblouky v přízemí. Do dnešní doby se dochovalo mnoho travertinových základů této řady oblouků. Avšak mohutné bloky travertinu lákaly také středověké a renesanční stavitele, kteří základy vykopali ze země a kámen následně používali na nové římské domy.

## Galerie

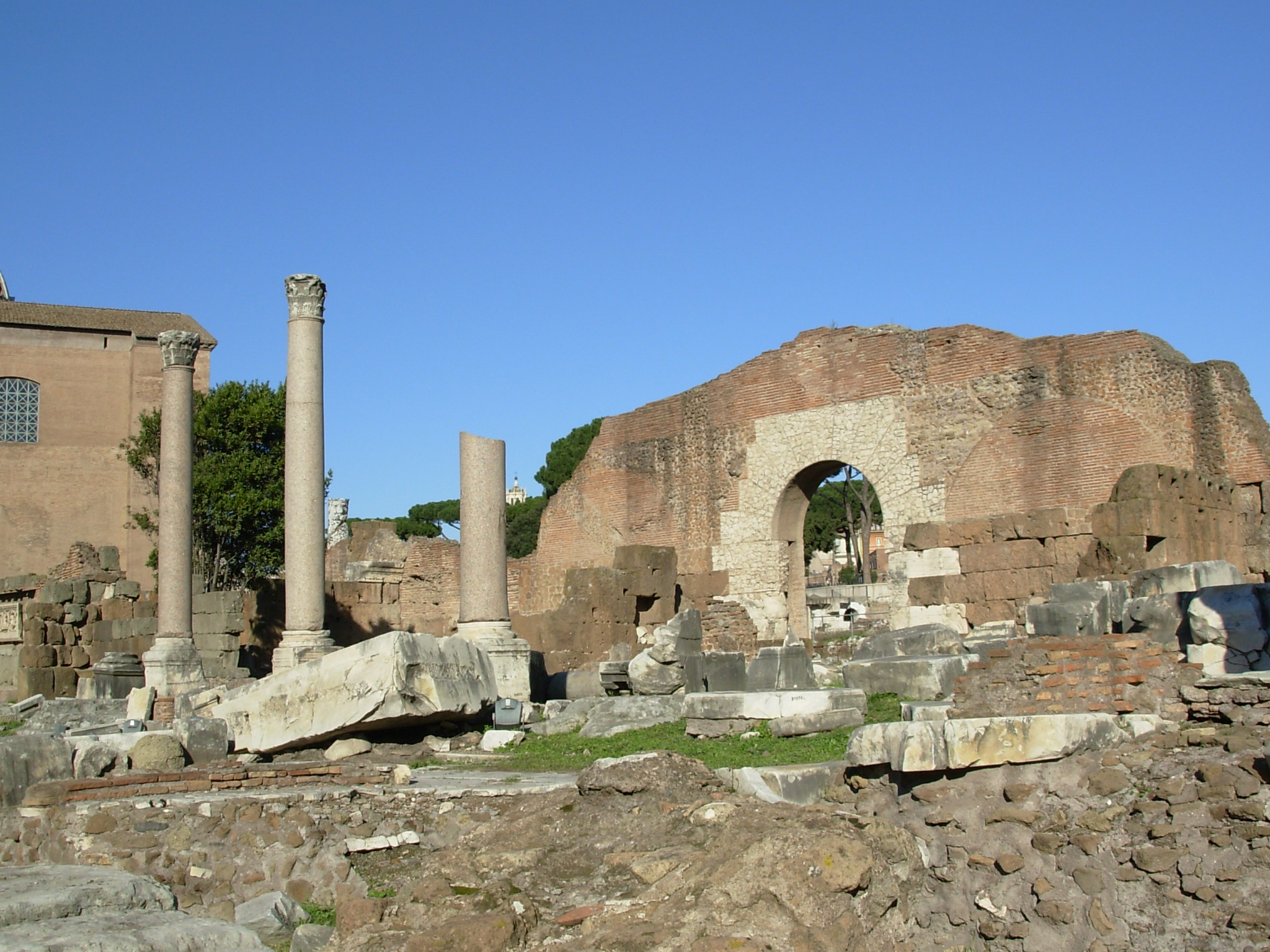
Ruiny baziliky a portika Gaia a Lucia
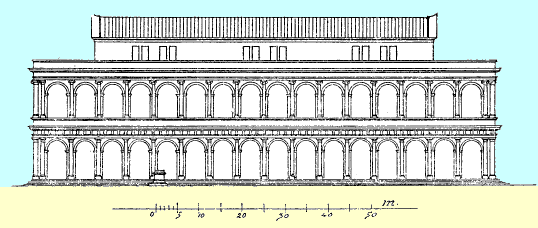
Rekonstrukce fasády baziliky za éry císaře Augusta, 1905.
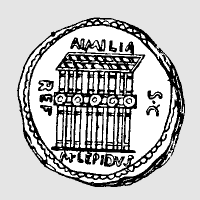
Exteriér baziliky na minci pocházející z roku 61. př. n. l.